# 수주팔봉
수주팔봉은 대한민국 충주시 살미면 토계리의 달천에 있는 8개의 봉우리이며 충주시의 관광지 중 하나이다. 수주팔봉은 드라마 빈센조에 배경으로 등장하였으며 달천의 수주팔봉 야영장은 수주팔봉의 경치를 즐길 수 있는 캠핑 명소로 인기가 높으며 차박 성지로 떠올랐다. 수주팔봉에서 가장 높은 칼바위는 변성퇴적암 지층 옥천 누층군 문주리층으로 구성된 높이 493 m의 바위이다.

## 개요
수주팔봉은 충주시의 관광지로 주차장과 탐방로 및 출렁다리가 조성되어 있다. 도로명주소는 충주시 살미면 팔봉로 669이다. 수주팔봉은 드라마 빈센조에 등장하며 인기가 높아졌다. 빈센조 17회분에는 빈센조(송중기)와 홍차영(전여빈)이 수주팔봉에 다녀가는 모습이 그려졌다.

## 칼바위
칼바위[劍巖]는 수주팔봉에서 가장 높은 바위로, 지질학적으로 옥천 누층군 문주리층으로 구성된 암석이며 출렁다리와 나무데크길이 설치되어 있다.

### 역사
1519년 기묘사화로 조광조와 김정은 귀양 후 사형당하고 이자(李耔)는 훈구파 남곤(南袞)의 도움으로 죽음은 면하고 귀양을 간다. 1차 귀양지는 용인 지곡동, 2차 귀양지는 음성 음애동, 3차 귀양지는 수주팔봉이 있는 충주 토계리였다. 이자가 토계리 칼바위(劍巖)로 귀양 온 것은 1529년이다. 이자는 이곳에 몽암(夢庵)을 짓고, 1519년 기묘사화로 충주에 낙향해 살고 있는 이연경(李延慶)과 교류한다. 1533년 이자가 세상을 떠난 후 1582년 충청감사 김우굉(金宇宏)과 충주목사 이선(李選)이 이자를 추모하여 1583년 계탄서원을 건립하였다. 계탄은 이자의 호인 계옹(溪翁)과 이연경의 호인 탄수(灘叟)에서 한 자씩 따서 만들어졌다. 이들 두 선생으로부터 가르침을 받은 노수신이 계탄서원의 완성을 기뻐하며 '칼바위(劍巖)' 시를 지었다. 현지 안내문에 나와 있는 칼바위 시는 다음과 같다.

험준한 칼바위 돌아깊은 토계 흐르고
두 노선생 이곳에서 만나 회포를 풀었지
옛 집 황량해 옛날부터 마음 아팠는데
이제 크고 화려한 집 새로 지으니 경사로세
맑고 투명한 가락에 용울음소리 멈추고
제례가 봉황에 의지해 어둠을 밝히네
이제 관리를 보내 서원 경영 시작되었으니
꿈으로 돌아가지 않도록 고삐와 옷깃 다잡네.
— 칼바위, '황경문의 검암시에 차운하다'

조선 철종 때 어느 날 왕이 꿈에 여덟 개 봉우리가 비치는 물가에 발을 담그고 노는데, 발밑으로 수달이 왔다 갔다 하는 것이었다. 마치 한 폭의 그림 속으로 들어가 신선이 된 듯했다. 그 꿈이 현실처럼 생생해 영의정을 불러 이야기했다. "충주의 수주팔봉이 바로 그런 곳입니다"라는 이조판서의 말에 왕이 직접 충주까지 간다. 배를 타고 수주팔봉 칼바위 아래 도착한 철종은 감탄하며 달천에 발을 담그고 한동안 놀았다고 한다. 지금도 왕이 도착한 나루터와 마을은 '어림포', '왕답마을'로 불린다.

### 지질
칼바위는 지질학적으로 옥천 누층군의 변성퇴적암 지층인 문주리층으로 구성된 암석이다. 문주리층은 충주호 지역에서 수주팔봉을 지나 괴산군 장연면 조곡리 지역까지 북동-남서 방향으로 분포하는데 수주팔봉 일대에서 폭이 가장 넓어진다. 충주 지질도폭(1965)에 의하면 문주리층의 주요 암석은 담녹색 녹니석편암이며 문주리층이 분포하는 지역은 지형적으로 보아 옥천계 분포지역 중 가창 기복이 심한 지형을 형성하고 특히 하부층인 황강리층과는 지형적으로도 구별이 가능하며 달천변의 팔봉-하문리간은 절벽을 이루고 있다.

### 사진
수주팔봉 칼바위와 문주리층
- 칼바위 전경
- 문주리층
- 다리 아래쪽 팔봉폭포
- 문주리층

## 팔봉폭포
팔봉폭포는 칼바위 아래, 석문동천이 달천으로 흘러드는 폭포이다. 이 폭포는 오가천 물길을 막아 농지로 만들기 위해 칼바위의 옥천 누층군 문주리층의 암석을 인공으로 절단하여 만든 폭포다.

## 수주팔봉 캠핑장

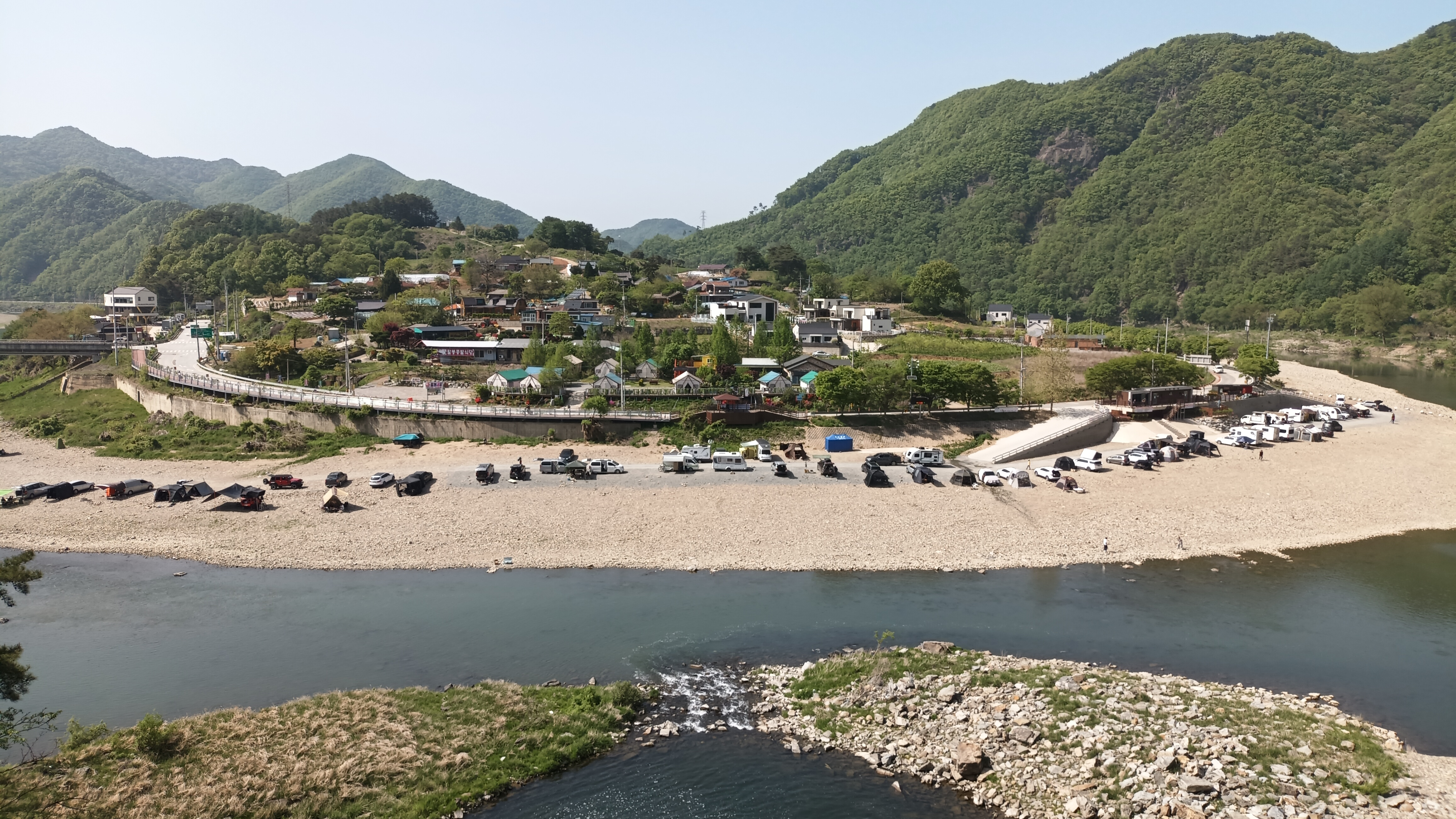
수주팔봉 맞은편 달천 하천변의 캠핑장

수주팔봉 건너편에는 달천의 모래사장에는 취사와 야영이 가능한 캠핑장이 있어 수주팔봉과 칼바위의 경치를 바라보며 캠핑할 수 있다. 캠핑장은 불법건축물을 철거하고 충주시가 노후 화장실과 수도시설을 개선한 끝에 2023년 재개장하여 야영의 명소로 많은 관광객들이 찾고 있다.

## 같이 보기
- 충주시의 지질
- 옥천 누층군 문주리층
- 충주시